# Diederik van Domburg
Diederik van Domburg, ook wel Dirk van Domburgh of van Domburch (Utrecht, oktober 1685 – Colombo, 7 juni 1736) was een militair en koopman in dienst van de VOC. Van 1733 tot 1736 was hij gouverneur van Ceylon.

## Java

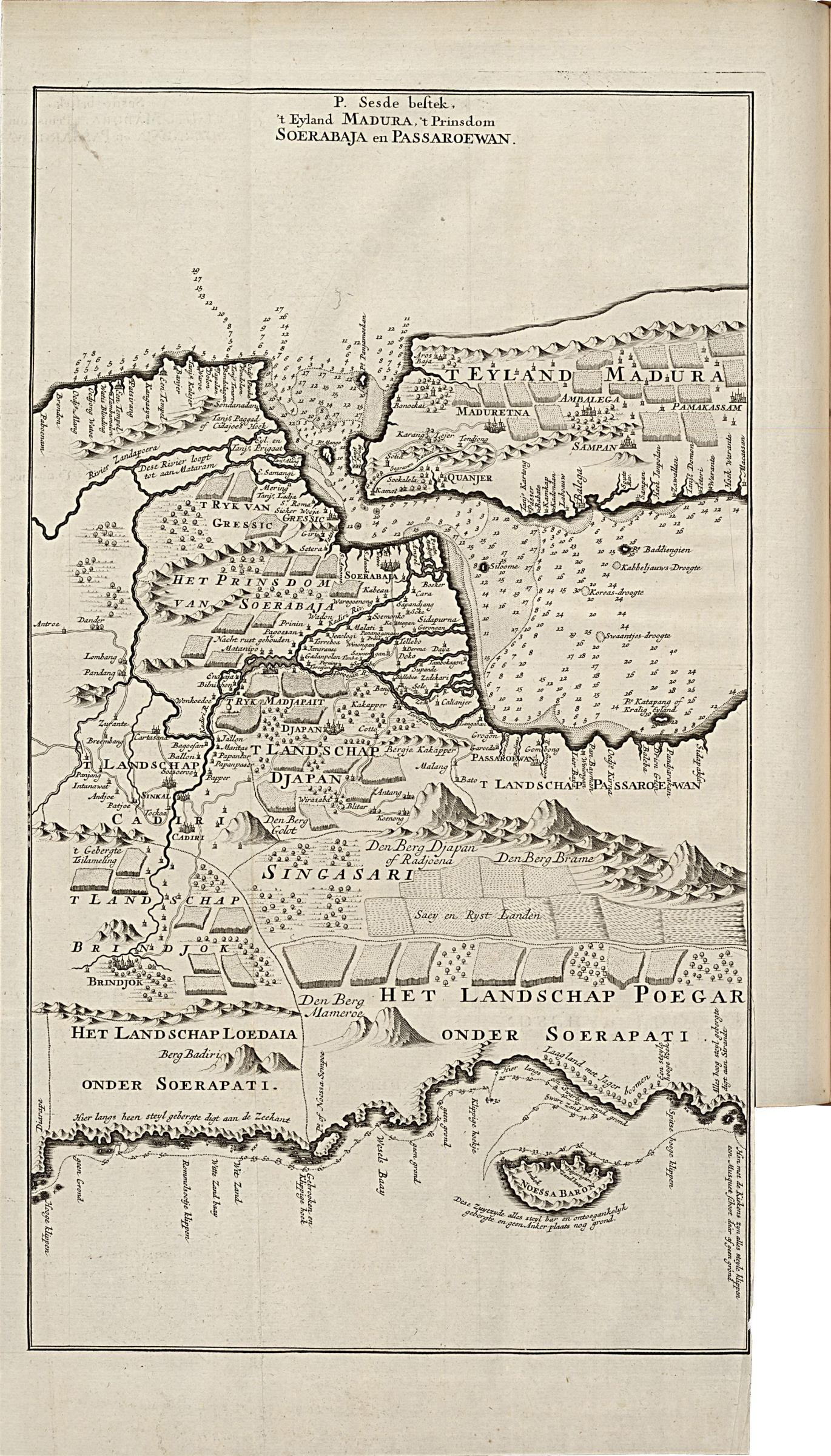
Madoera en Noord-Oost Java, 1724

De familie Van Domburg kwam oorspronkelijk uit Zeeland, maar Diederiks vader, Cornelis van Domburch (1649-1704), woonde in Utrecht en was daar van 1676 tot zijn dood lid van het stadsbestuur en van 1686 tot 1688 burgemeester. Diederik studeerde rechten in Utrecht maar koos na zijn promotie voor een militaire loopbaan. Op zijn 32ste trad hij in dienst bij de VOC-Kamer Amsterdam en vertrok naar Indië. In juni 1718 kwam hij aan in Batavia in de rang van kapitein. Hij nam daarna deel aan de militaire expeditie onder leiding van Hans Frederik Bergman op Java. De soesoehoenan Pakoeboewono I, vorst van het rijk van Soerakarta en een beschermeling van de VOC, had om hulp gevraagd tegen opstandige regenten in het oosten en op Madoera. Deze werden in oktober door Bergman verdreven uit Soerabaja. Daarna verplaatste de strijd zich naar Midden-Java, maar Van Domburg werd in augustus 1719 weer naar Batavia teruggeroepen vanwege het tekort aan officieren daar, vooral als gevolg van ziekte. De Raad van Indië schrijft in november 1720 dat er nog maar drie zijn, waaronder Van Domburg. Batavia begon in deze tijd een ongezonde stad te worden, waar met name malaria veel slachtoffers eiste.

## Ceylon

### Dessave van Matara

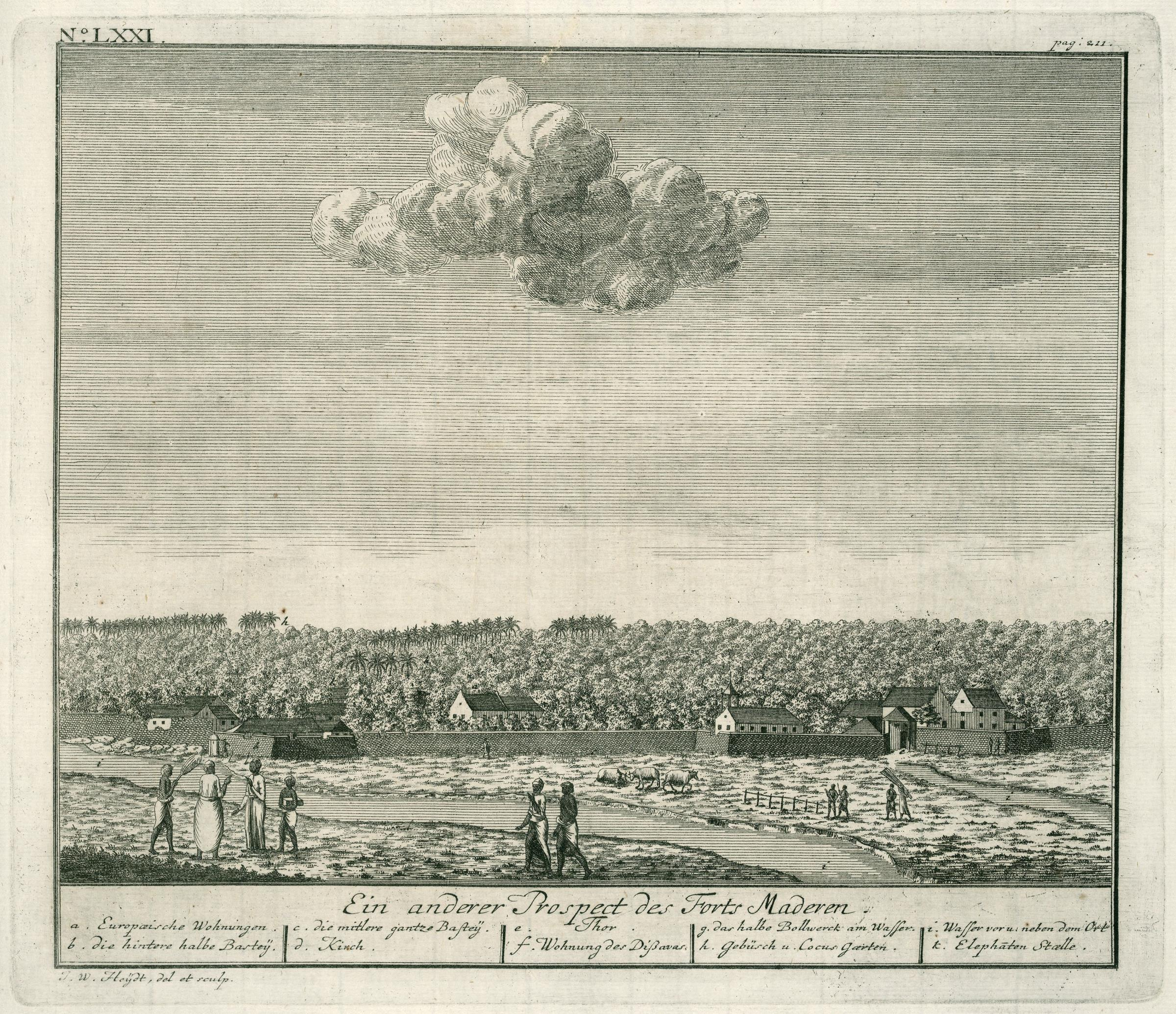
Matara in de 18e eeuw

Hierna wisselde Van Domburg radicaal van loopbaan en standplaats. Hij liet zijn militaire carrière achter zich en werd 'aan de penne' benoemd, dat wil zeggen in administratieve dienst. Op 18 juli 1721 werd hij opperkoopman en dessave van Matara, aan de zuidkust van Ceylon. Een dessave stond aan het hoofd van het inheemse bestuur en was verantwoordelijk voor de belastingheffing in de gebieden die bestuurd werden door de VOC en voor de levering van de traditionele herendiensten in de feodaal-agrarische samenleving van het eiland. Behalve die voor openbare werken waren vooral de diensten voor het schillen en vervoeren van kaneel en het vangen van olifanten van groot belang voor de VOC, want dit waren de voornaamste exportproducten. De kaneel ging naar Europa en de olifanten naar India en Bengalen. Na de heftige tijd op Java leidde Van Domburg hier een onopvallend bestaan. Ook tijdens het ontspoorde bewind van gouverneur Vuyst, die tegen de dertig militairen en burgers ter dood liet brengen vanwege een vermeende samenzwering, raakte Van Domburg nergens bij betrokken. De wat afgelegen locatie van Matara zal daar aan bijgedragen hebben. Vuyst werd eind 1729 naar Batavia teruggeroepen en vervangen door Stephanus Versluys. Hij moest, samen met de eerder door Vuyst ontslagen fiscaal de Maregnault, onderzoeken wat er allemaal was misgegaan in Ceylon. Veel medewerkers die hadden samengewerkt met Vuyst of te meegaand waren geweest moesten de periode daarna terugkomen naar Batavia, waaronder de al 40 jaar bij de VOC werkende Jan Jenner, commandeur van Galle. Op 21 juli 1730 werd Van Domburg benoemd als zijn opvolger.

### Commandeur van Galle
Galle was een van de belangrijkste havens van de VOC, van waaruit jaarlijks een retourvloot vertrok met kaneel uit Ceylon, textiel uit Coromandel en peper uit Malabar. Een benoeming tot commandeur van Galle was daarom geen geringe zaak, en zette Van Domburg bovendien op het spoor van een benoeming tot gouverneur. Een functie die inmiddels beschouwd werd als zeer lucratief, vanwege de ruime emolumenten die nodig waren om een grote staat te kunnen voeren ten opzichte van het koninkrijk Kandy in het binnenland, en de mogelijkheden voor particuliere handel. Na enige jaren kon men dan ofwel in de Raad van Indië plaats nemen, ofwel naar de Republiek vertrekken met een aardig kapitaal. En al had Van Domburg inmiddels een lange ervaring in Ceylon, hij had ook een reputatie verworven van iemand die op eigen gewin uit was en zich in Galle als een koning liet behandelen. Wouter Hendriks, een neef van Versluys, die als commissaris op weg naar Cochin in Galle was geweest, had een slechte indruk van hem gekregen, en schreef aan Versluys dat Van Domburg de eerste was die hij zou ontslaan zodra hij gouverneur van Ceylon was, wat hij naar de wens van de Raad van Indië na het vertrek van Versluys zou worden. Ook Versluys mocht Van Domburg niet. Hij zou tegen hem gezegd hebben: 'wat zijn jouw Amsterdamsche bewindhebbertjes, het zijn maar wisje wasje en regte prullen. Zij weten hun eigen fatsoen niet wel te houden.' Versluys, Hendriks en de Maregnault waren Zeeuwen, terwijl Van Domburg, al kwam zijn familie oorspronkelijk ook uit Zeeland, was uitgezonden door de Kamer van Amsterdam.

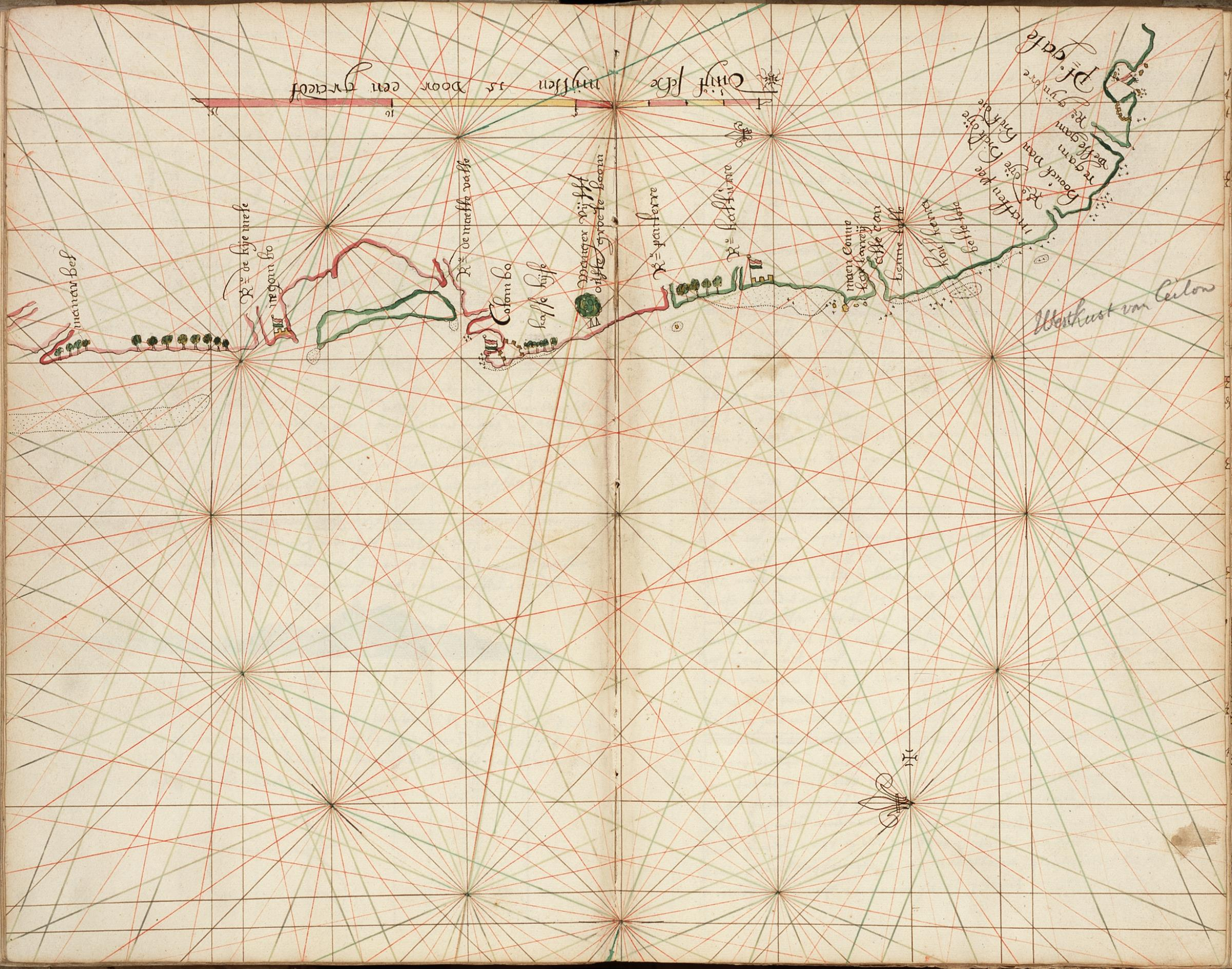
De westkust van Ceylon, met Galle en Colombo

De ironie wilde dat de Heren XVII in oktober 1731 Van Domburg benoemden als opvolger van Versluys, die zich samen met de Maregnault in Batavia moest melden vanwege beschuldigingen die in Nederland tegen hem geuit waren door mensen die waren teruggekeerd uit Ceylon. Toen in juli 1732 dit bericht in Ceylon aankwam trok Van Domburg met grote statie van Galle langs de kust naar het fort van Colombo, maar werd daar door Versluys, gesteund door zijn Raad, niet toegelaten. Als argument gebruikte Versluys het feit dat Van Domburg's vrouw, Euphemia Engelbert, in juni door Wouter Hendriks was betrapt op 'morshandel' in suiker op Cochin. Ze had de suiker ingescheept op naam van de vrouw van Hendriks. Versluys dreigde Van Domburg te laten arresteren als hij niet wegging, wat hij vervolgens deed. Terug in Galle protesteerde hij hierover via een expresse vaartuig naar Batavia en beschuldigde bovendien Versluys en de Maregnault van 'knevelarij en woekerhandel'. Versluys droeg zijn gouverneurschap over aan de commandeur van Jaffna, Gualtherus Wouters, ook al weigerde die dat, en vertrok samen met Hendriks naar Batavia.
In Batavia was men zeer ontstemd over de gang van zaken. In september werd een commissaris naar Ceylon gestuurd om orde op zaken te stellen en Versluys en alle leden van de Raad van Colombo zonder gage naar Batavia te sturen. Dit was de ex-gouverneur van de Molukken en Raad van Indië Jacob Christiaan Pielat. Hij had zich eerder al kandidaat gesteld voor het gouverneurschap van Ceylon maar was dat niet geworden. In december in Colombo aangekomen zag hij dat Versluys al was vertrokken en nam hij het bestuur over van Wouters. Die maand kwam ook Van Domburg weer naar Colombo. In januari stuurde hij ook hem naar Batavia vanwege de morshandel van zijn vrouw. De Raad van Justitie vond dat echter een dermate gering vergrijp dat hij werd vrijgesproken. Pielat, Wouters en de nieuwe commandeur van Galle, Jan Macaré, verklaarden allen dat Van Domburg zich in hun bijzijn nooit 'in't een of ander 't zij drank als andersints te buyten gegaan' was. 5 oktober 1733 was hij weer terug in Colombo om alsnog als gouverneur aan de slag te gaan. Pielat had in januari een uitgebreide Memorie van overgave voor Van Domburg geschreven. Daarna was hij via Batavia als bevelhebber van de retourvloot teruggegaan naar de Republiek. Wouters had tot Van Domburg's terugkomst het gouverneurschap waargenomen.

### Gouverneur van Ceylon
Pielat voerde in zijn bestuursperiode veel verbeteringen door. In zijn overdrachtsdocument drukte hij Van Domburg op het hart zich te houden aan de regels en instructies die in het verleden waren gegeven door de Raad van Indië en door voormalige gouverneurs, met name Simonsz en Van Goens. Ook moest hij altijd hoor en wederhoor toepassen als medewerkers elkaar beschuldigden en niet te snel oordelen. Veel ervaren medewerkers waren de laatste jaren om allerlei redenen weggestuurd, wat ten koste was gegaan van de kwaliteit van het bestuur. Bovenal moest Van Domburg de bedrijfskosten van Ceylon verminderen. Deze waren relatief hoog vanwege de vele forten en het bestuur van het grondgebied dat de Compagnie bezat aan de kust. In het binnenland heerste de koning van Kandy, Narendra Singha, waarmee de relatie de laatste jaren koeler was geworden. Namens hem hadden vier gezanten Pielat in Colombo bezocht. Zij vroegen vriendelijk doch dringend de al sinds 1707 gesloten haven van Puttalam bij fort Calpentijn te heropenen voor de handel met India. De Heren XVII en de Raad van Indië hadden dat echter verboden. De reden die men gaf was het voorkomen van een invasie, maar eigenlijk ging het om het voorkomen van smokkel van kaneel. Pielat antwoordde dat hij de Heren XVII om toestemming zou vragen, maar dat het jaren zou kunnen duren voordat er antwoord kwam. Op zijn beurt vroeg hij om de op last van de koning gesloten grensposten in het binnenland te heropenen, omdat de in de bossen van het rijk van Kandy verzamelde kaneel anders niet naar de kust kon worden gebracht. Besloten werd ook een gezantschap van de Compagnie naar Kandy te sturen, met onder andere de zwager van Van Domburg, Johannes Engelbert, broer van Euphemia.

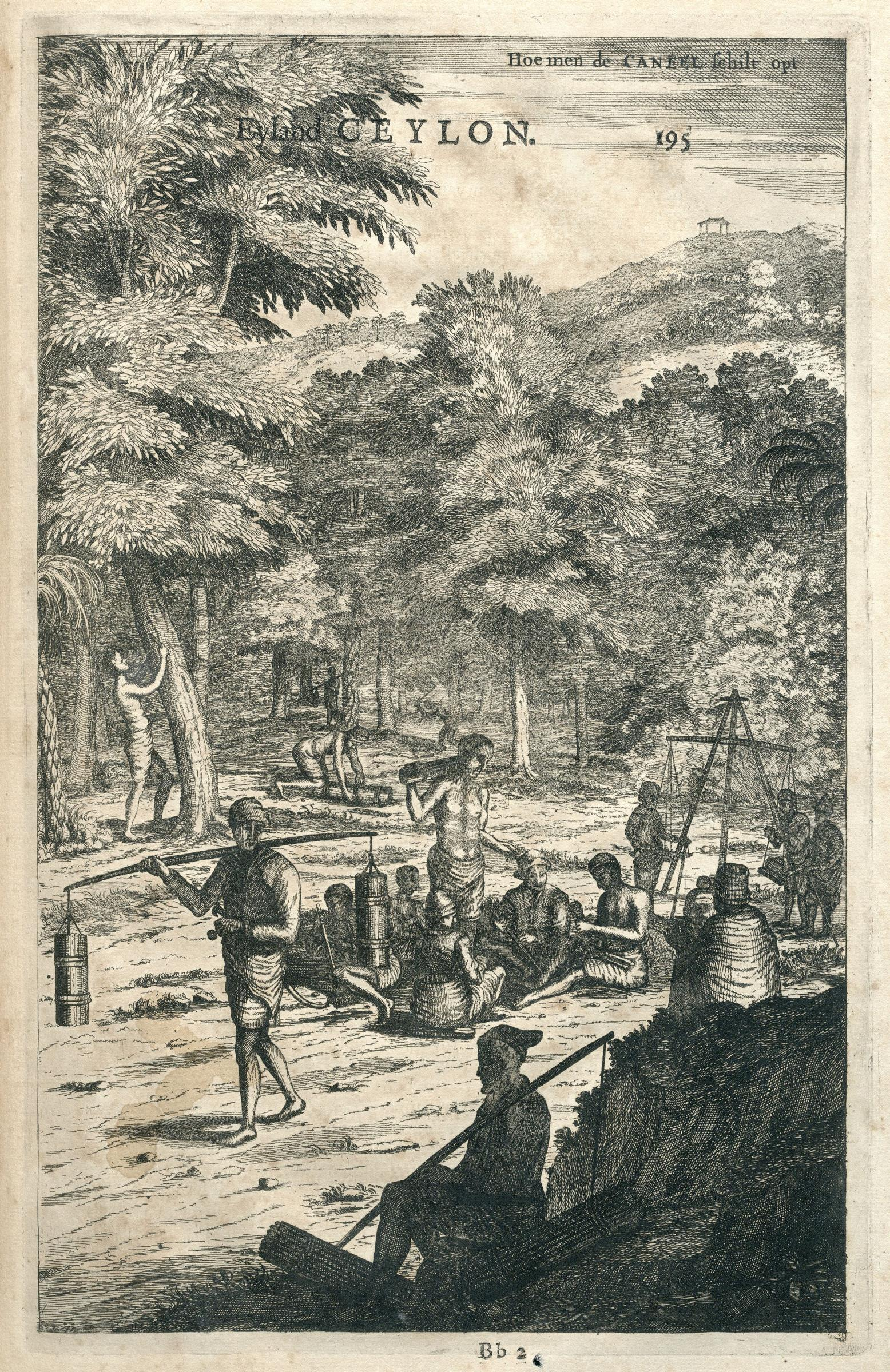
Kaneelschillers in Ceylon

Ondanks deze netelige kwesties was het hof van Kandy niet ontevreden over de Compagnie. In 1734 schreef het hof dat de Nederlanders 'altijd de belangen van de Koning hebben voorgestaan, mitsgaders het accressement van de twee wereldse zaken, namelijk die van de koningen en die van het geloof'. Dat wil zeggen het handhaven van het koninklijk gezag en het beschermen van het boeddhisme. Ook de grensposten werden dat jaar weer opengesteld omdat de koning tevreden was over Van Domburg. Ook was hij erg blij met drie spierwitte paarden met met zilver beslagen zadels die hij had gekregen.
Iets anders waar Pielat in zijn Memorie melding van had gemaakt was onrust onder de chalia's: de kaste die de traditionele herendienst van het schillen van kaneel in de bossen vervulde. De Compagnie exporteerde die kaneel naar Europa, en maakte daar veel winst mee. De chalia kaste had een lage status, maar had vanwege het belang van hun arbeid voor de VOC allerlei privileges verworven waardoor conflicten ontstonden met andere kastes. Zich bewust van hun belangrijke rol stelden zij ook steeds hogere eisen aan de VOC, die dat omgekeerd ook deed. Ondanks Pielats waarschuwingen nam Van Domburg tijdens zijn bestuur allerlei harde maatregelen, zoals het verhogen van de grondbelasting, en was hij doof voor de vele klachten van de bevolking over knevelarij door de inlandse hoofden, zodat de situatie escaleerde. De chalia's maakten daarbij gemene zaak met de koning van Kandy, die zij steeds meer als de eigenlijke souverein zagen. Er braken opstandjes uit en er werden vernielingen aangericht aan eigendommen van de Compagnie. Onder andere de koffieplantage in Peliyagoda, vlak bij Colombo, werd verwoest. Veel kaneelschillers zochten hun toevlucht op het grondgebied van Kandy. De grensposten werden op last van de koning weer gesloten. Ook bij Galle en Matara staakten de kaneelschillers. Militairen slaagden er niet in de orde te herstellen, en Van Domburg vroeg om nog meer assistentie uit Batavia. Door al deze gebeurtenissen werd in 1735 slechts een derde van de door de Heren XVII gevraagde hoeveelheid kaneel opgeleverd.
De Raad van Indië in Batavia was verrast en geërgerd door deze berichten, ook van anderen, zoals de hoofdadministrateur van Colombo, Daniël Overbeek, die rechtstreeks aan gouverneur-generaal Van Cloon had geschreven. Men vond dat Van Domburg te lang had nagelaten de Raad op de hoogte te stellen van de onlusten, desnoods per expresse vaartuig, waarvan hij als commandeur van Galle in 'de dagen zijner benauwheyd zig wel heeft weten te bedienen'. Ook ontving men steeds meer beschuldigingen over Van Domburg's periode als dessave van Matara. Er waren toen 'met groot onregt van alle de inwoonders van de Maturese dessavonye als tot dootzuygens van hun vleesch en bloed vele geschenken genomen'. Aldus een hem ten laste gelegde verklaring van een Singalees uit Matara. In november 1735 werd Van Domburg ontslagen en teruggeroepen naar Batavia. Hij werd vervangen door de buitengewoon Raad van Indië Gustaaf Willem van Imhoff. Toen deze op 23 juli 1736 in Ceylon arriveerde bleek Van Domburg te zijn overleden. Hij was op 7 juni gestorven en tijdelijk opgevolgd door Jan Macaré. Van Domburg werd dus nooit vervolgd voor zijn vermeende misdrijven. Zijn dood en de aangekondigde komst van een nieuwe gouverneur hadden de rust onder de kaneelschillers snel hersteld. Ook de relatie met het hof van Kandy was weer in orde. De Nederlandse gezant, Jacob de Jong jr., die 5 maanden had moeten wachten op een audiëntie, werd op 10 juli alsnog door de koning ontvangen. Van Imhoff besloot daarom dat extra militairen niet nodig waren. Hij velde in augustus een hard oordeel over Van Domburg. Hij schreef aan de Raad dat hoewel de betreurenswaardige toestand van Ceylon niet alleen aan hem te wijten was, Van Domburg nooit gouverneur van Ceylon had mogen worden, en dat hij voor de Compagnie op tijd was gestorven. Van Domburg werd begraven in de kerk in het fort van Colombo. Na het verval van deze kerk werd zijn graf in 1813, samen met vele andere, overgebracht naar de Wolvendaalsche kerk.
Euphemia, die in Colombo was blijven wonen, was nog niet van de Compagnie af. Na lang procederen werd vier jaar later, in mei 1740, nog besloten dat ze een kastekort van 28.393 rijksdaalder moest vergoeden.